# میکروکنسول

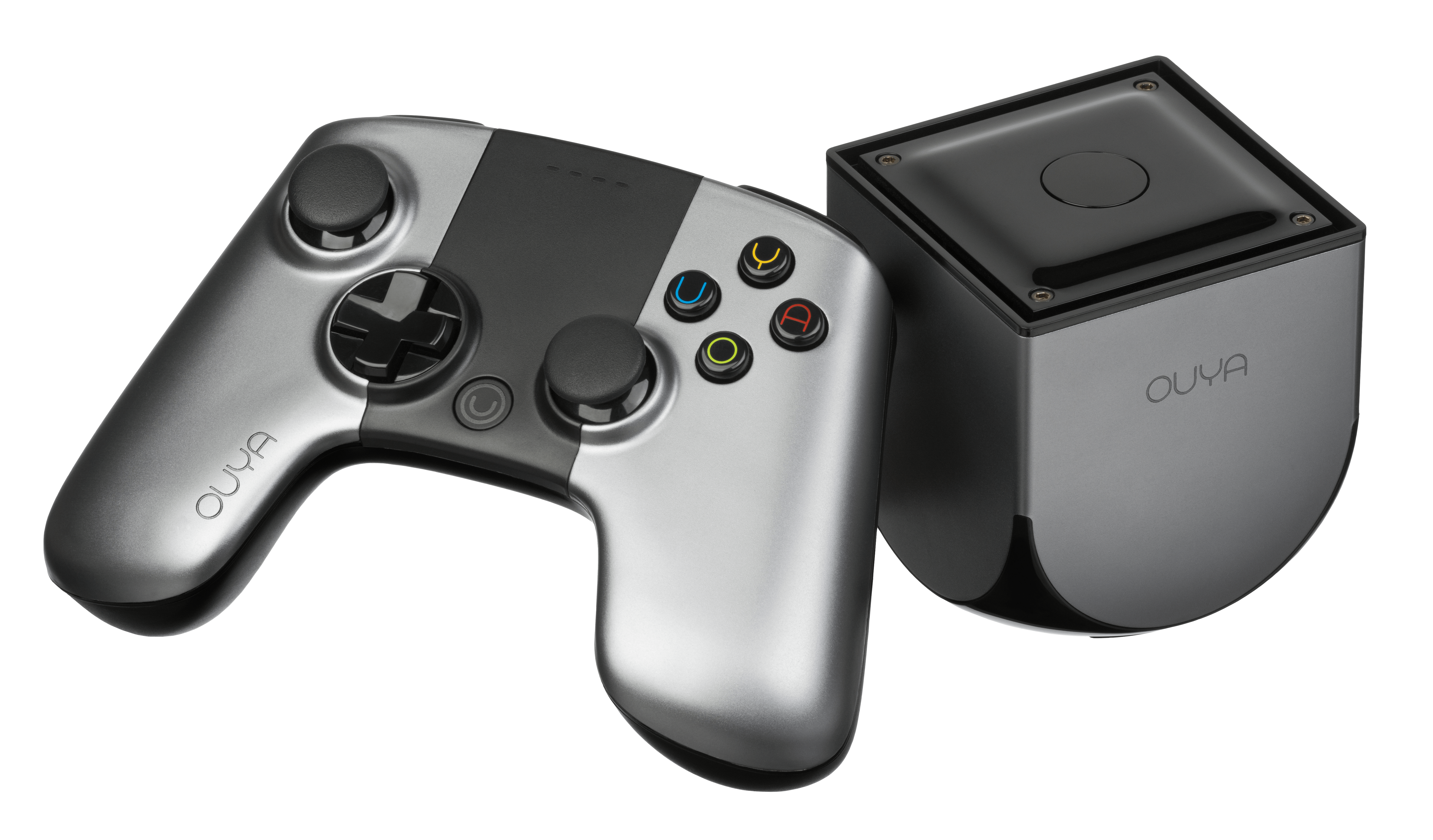
Ouya یک میکروکنسول ارزان قیمت مبتنی بر اندروید است.

میکروکنسول یک کنسول بازی ویدیویی خانگی است که معمولاً از سخت‌افزار محاسباتی کم‌هزینه پشتیبانی می‌کند و کنسول را در مقایسه با سایر کنسول‌های خانگی موجود در بازار ارزان‌تر می‌کند. اکثر میکروکنسول‌ها، به استثنای چند مورد از جمله تلویزیون پلی‌استیشن و سیستم بازی OnLive ، پخش‌کننده های رسانه دیجیتال مبتنی بر اندروید هستند که همراه با دسته بازی و به عنوان دستگاه‌های بازی به بازار عرضه می‌شوند. چنین میکروکنسول‌هایی را می‌توان به تلویزیون وصل کرد تا بازی‌های ویدیویی دانلود شده از فروشگاه اپلیکیشن مانند گوگل‌پلی را انجام دهد.